# Romanework Haïlé Sélassié
La princesse Romanework Haïlé Selassié (parfois orthographiée Romane Work Haïlé Selassié), née en 1909 et morte le 14 octobre 1941  à Turin (Italie), est une princesse éthiopienne de la dynastie salomonide.

## Biographie
La princesse Romanework Haïlé Selassié est l'aînée de l'empereur Haïlé Selassié d'Éthiopie et de sa première femme, Woizero Altayech,,.
La traduction anglaise de l'autobiographie de l'empereur ne fait aucune mention de son mariage précédent ni de la princesse Romanework. Néanmoins, l'empereur écrit dans la version originale amharique son chagrin d'apprendre la mort de sa fille aînée en captivité à Turin, quelques jours seulement après sa restauration au trône après la défaite de l'occupation fasciste italienne. Le nom de la mère de la princesse Romanework mentionné par Mockler — Woizero Altayech — peut être un surnom que la mère de la princesse Romanework a utilisé. Comme source contemporaine, Blata Merse Hazen Wolde Kirkos, un noble important de la cour impériale et au sein de l'Église orthodoxe éthiopienne de Tewahedo, indique que la mère de la princesse Romanework, Woizero Woinetu Amede, assiste au mariage de sa fille avec le dejazmach Beyene Merid dans son livre sur les années avant l'occupation italienne.
La princesse se marie avec le major-général Dejazmach Beyene Merid, gouverneur de Balé. Ils ont quatre fils, dont seuls Dejazmach Merid Beyene (1930-1990) et Dejazmach Samson Beyene (1934-1963) ont survécu à l'occupation italienne. Les deux autres, Getachew Beyene (1929-1944) et le plus jeune, Gideon Beyene (né en 1935), sont morts en Italie.
La princesse Romanework est capturée par les Italiens et internée avec plusieurs autres nobles éthiopiens sur l'île-prison d'Asinara, au large des côtes de la Sardaigne comme de nombreux prisonniers de guerre éthiopiens pendant la deuxième guerre italo-éthiopienne,. Son mari Beyene Merid reste cependant en liberté et est un chef de file de la résistance contre l'occupation italienne de l'Éthiopie de 1936 à 1937, année où il est lui aussi capturé, et exécuté.

### Fin de vie
Malade, la princesse Romanework est transférée à l'Ospedale Maggiore de Turin, où elle meurt le 14 octobre 1941, probablement de tuberculose. La princesse est alors enterrée dans le cimetière monumental de Turin.
Après la fin de la Seconde Guerre mondiale, les Italiens sont invités à rendre le corps de la princesse Romanework et ceux de ses deux fils en Éthiopie, afin qu'ils soient enterrés dans la crypte de la famille impériale dans la cathédrale de la Sainte-Trinité d'Addis-Abeba. Cependant, le rapatriement des corps n'a jamais été réalisé. Ses fils survivants sont élevés par son père l'empereur HaÏlé Selassié. Sa lignée est représentée par son petit-fils Sebastyanos Beyene (né en 1960), fils de Samson, qui vit à Abingdon, au Royaume-Uni.

## Distinctions
- Dame grand cordon de l'ordre de la reine de Saba (1930)
- Médaille du couronnement impérial (1930)